# Vườn quốc gia Manovo-Gounda St. Floris
Vườn quốc gia Manovo-Gounda St.Floris là một vườn quốc gia nằm ở tỉnh Bamingui-Bangoran của Cộng hòa Trung Phi, gần biên giới với Tchad. Nó được UNESCO công nhận là Di sản thế giới từ năm 1998 do sự đa dạng sinh học cùng sự hiện diện của nhiều loài động vật quý hiếm đáng chú ý như Tê giác đen, Voi châu Phi, Báo săn Sudan, Báo châu Phi, Linh dương trán đỏ, Trâu rừng châu Phi, Sư tử Tây Phi, Hươu cao cổ Kordofan cùng một loạt các loài chim mặt nước ở vùng đất ngập nước phía bắc vườn quốc gia. Khu vực này bị liệt vào danh sách di sản thế giới bị đe dọa do một loạt các loài động vật quý hiếm bị giết hoặc đã bị xóa sổ. Đáng kể nhất là loài Tê giác đen Tây Phi, một loài bản địa của Cộng hòa Trung Phi đã bị tuyệt chủng từ năm 2011.

## Địa lý
Vườn quốc gia này bao gồm phần lớn diện tích phía đông của Bamingui-Bangoran ở phía bắc Cộng hòa Trung Phi. Nó có biên giới quốc tế với Tchad bởi sông Aouk (Bahr) và Kameur. Ranh giới phía đông của vườn quốc gia là sông Vakaga còn phía tây là sông Manovo còn phía nam là Khối núi Bongo. Nó nằm cách thị trấn N'Délé khoảng 40 km về phía đông. Đường Ndéle-Birao băng qua vườn quốc gia.